# پیوتر فیودوروویچ سوکولوف
پیوتر فیودوروویچ سوکولوف (روسی: Пётр Фёдорович Сóколов؛ ۱۷۹۱ – ۳ اوت ۱۸۴۸) نقاش آبرنگ پرتره اهل روسیه بود. وی پدر پیوتر سوکولوف، پاول سوکولوف و الکساندر سوکولوف بوده‌است.
وی در آکادمی امپریال هنر نزد الکسی یگوروویچ یگوروف و واسیلی شبویف تحصیل کرده‌است.

## آثار

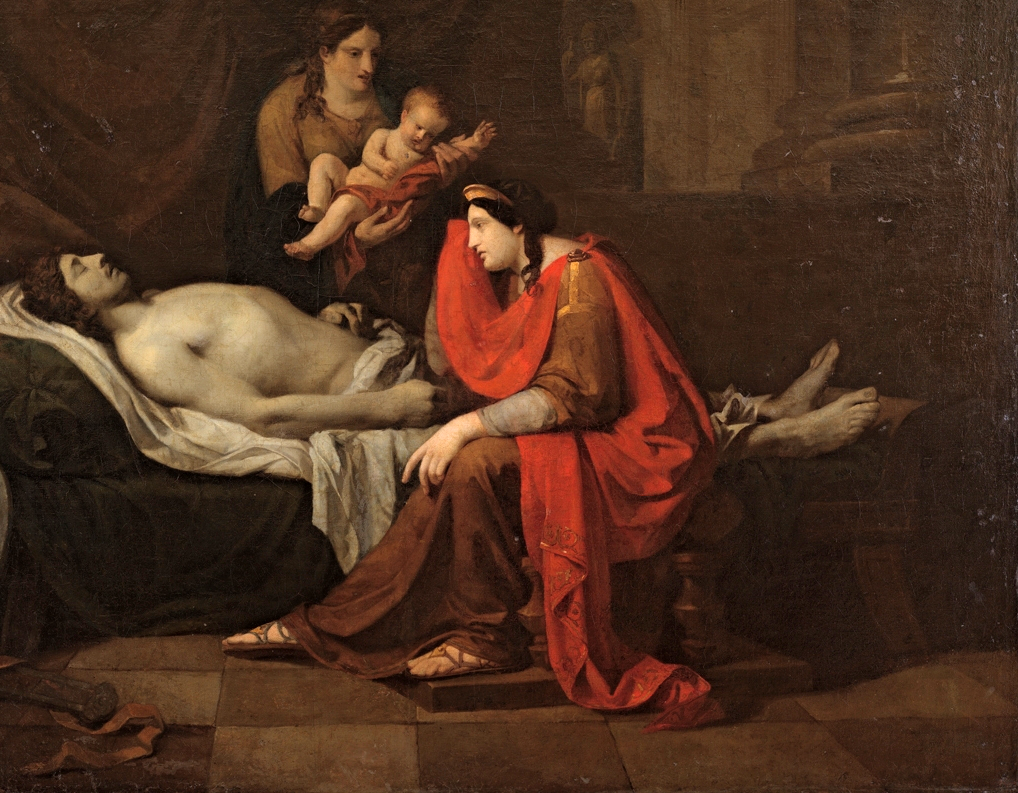
Andromache mourning killed Hector (1809)
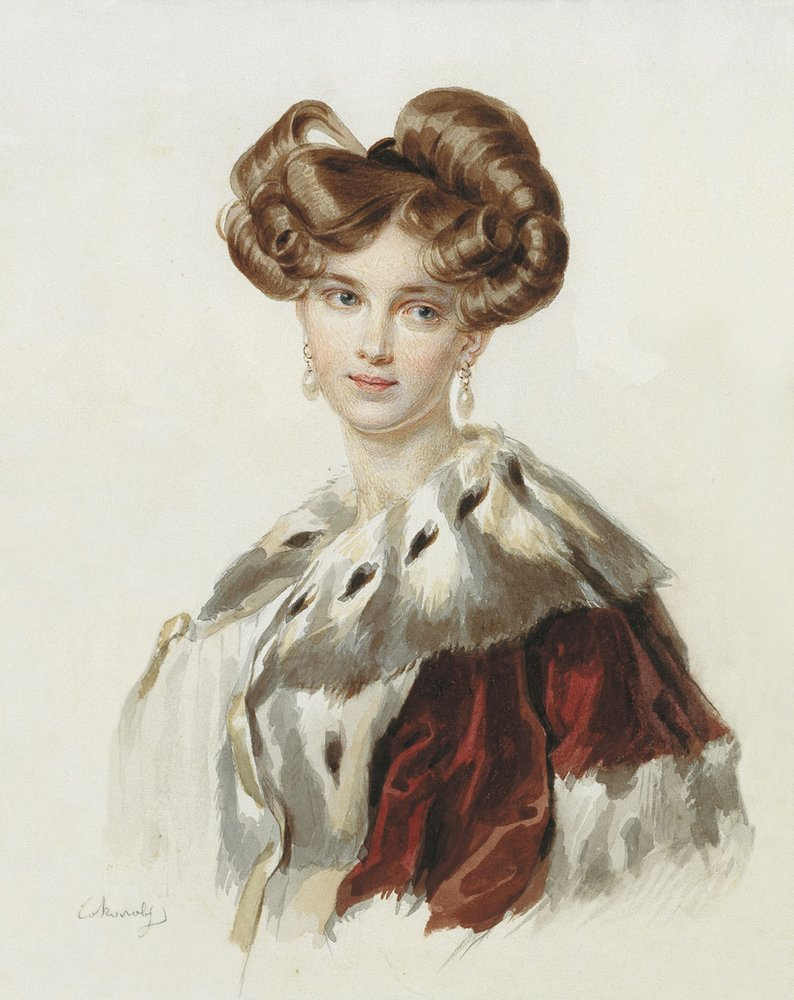
Portrait of Idalia Poletica (1820s)
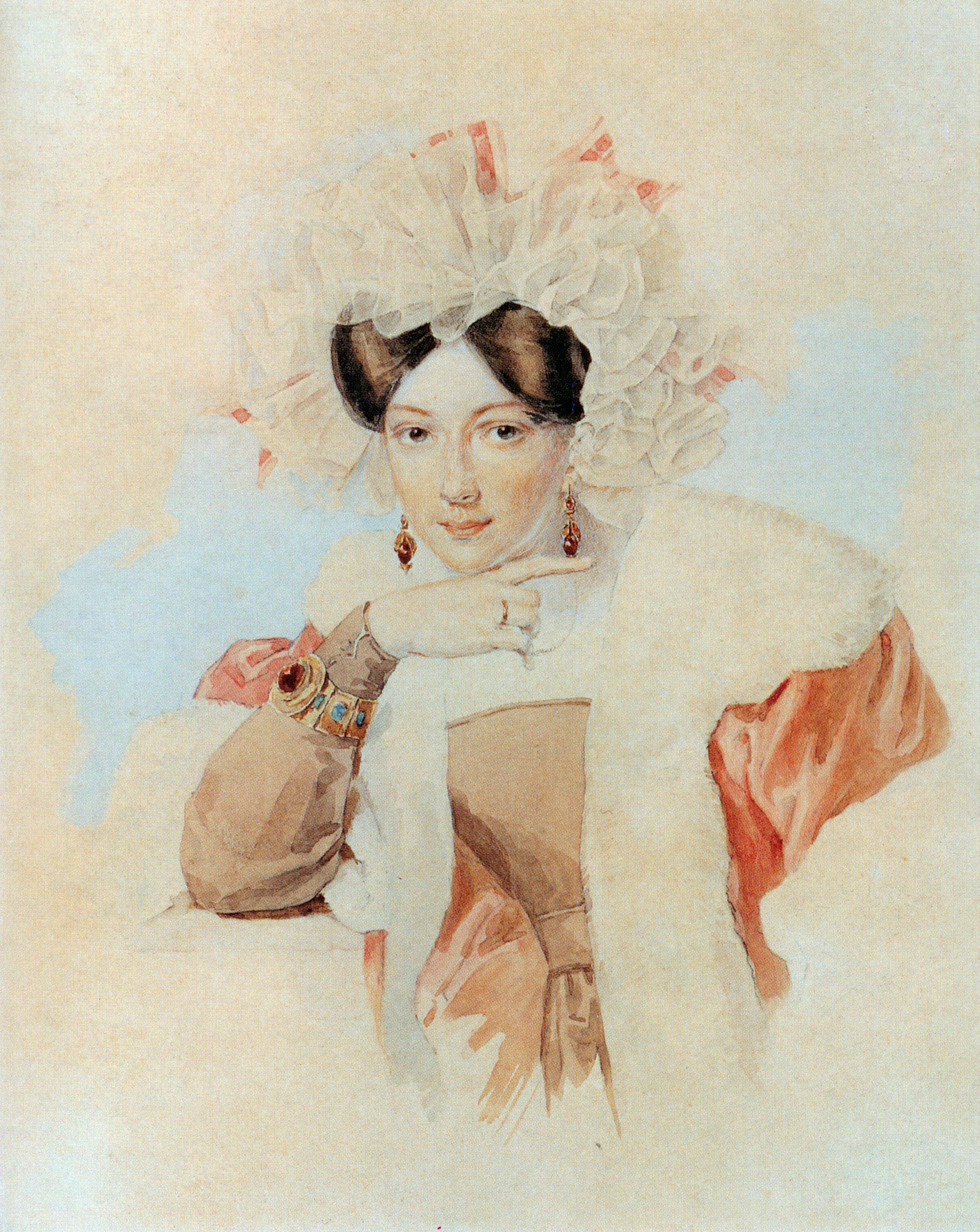
Portrait of the artist's wife (1827)
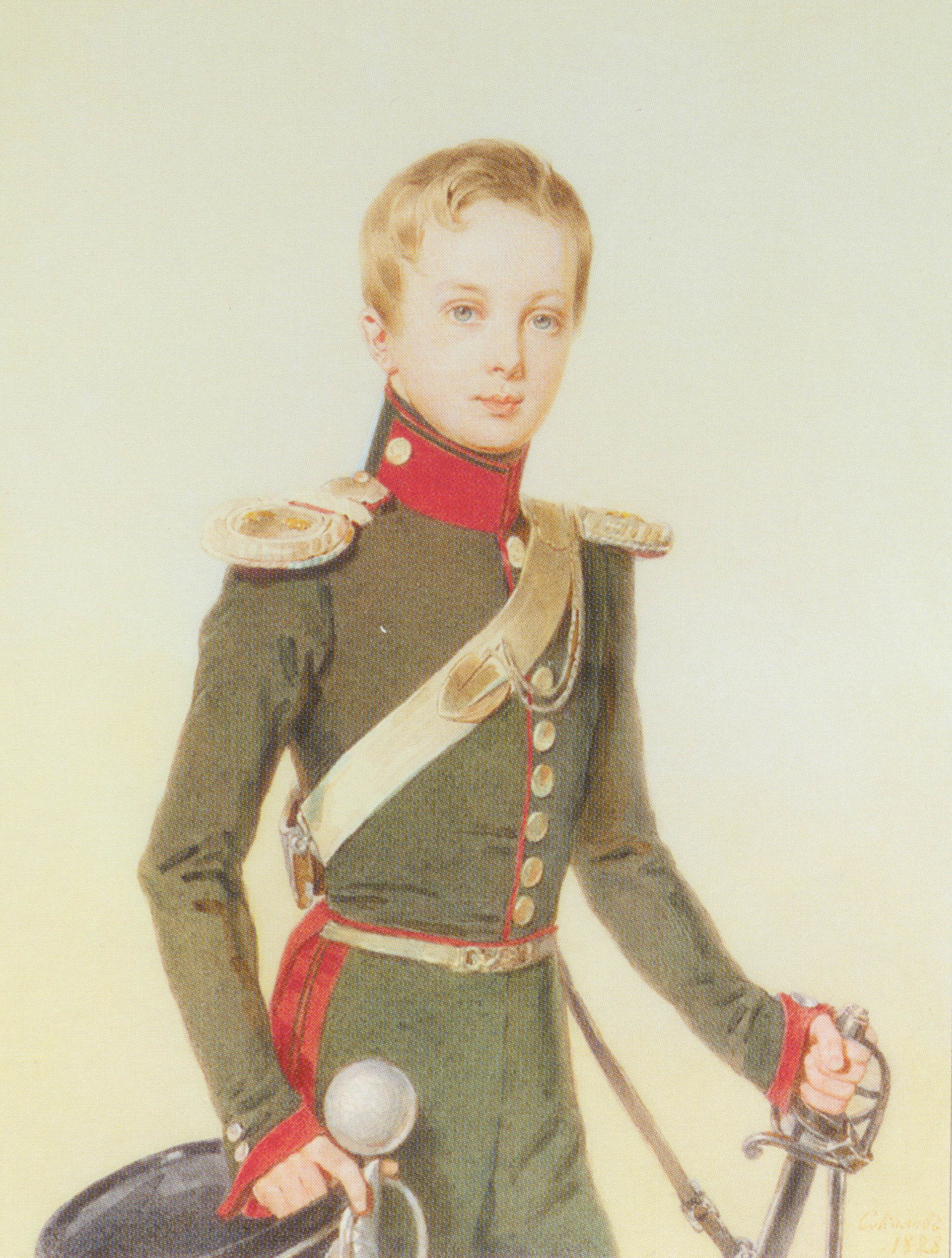
Alexander II of Russia as a child (1828)
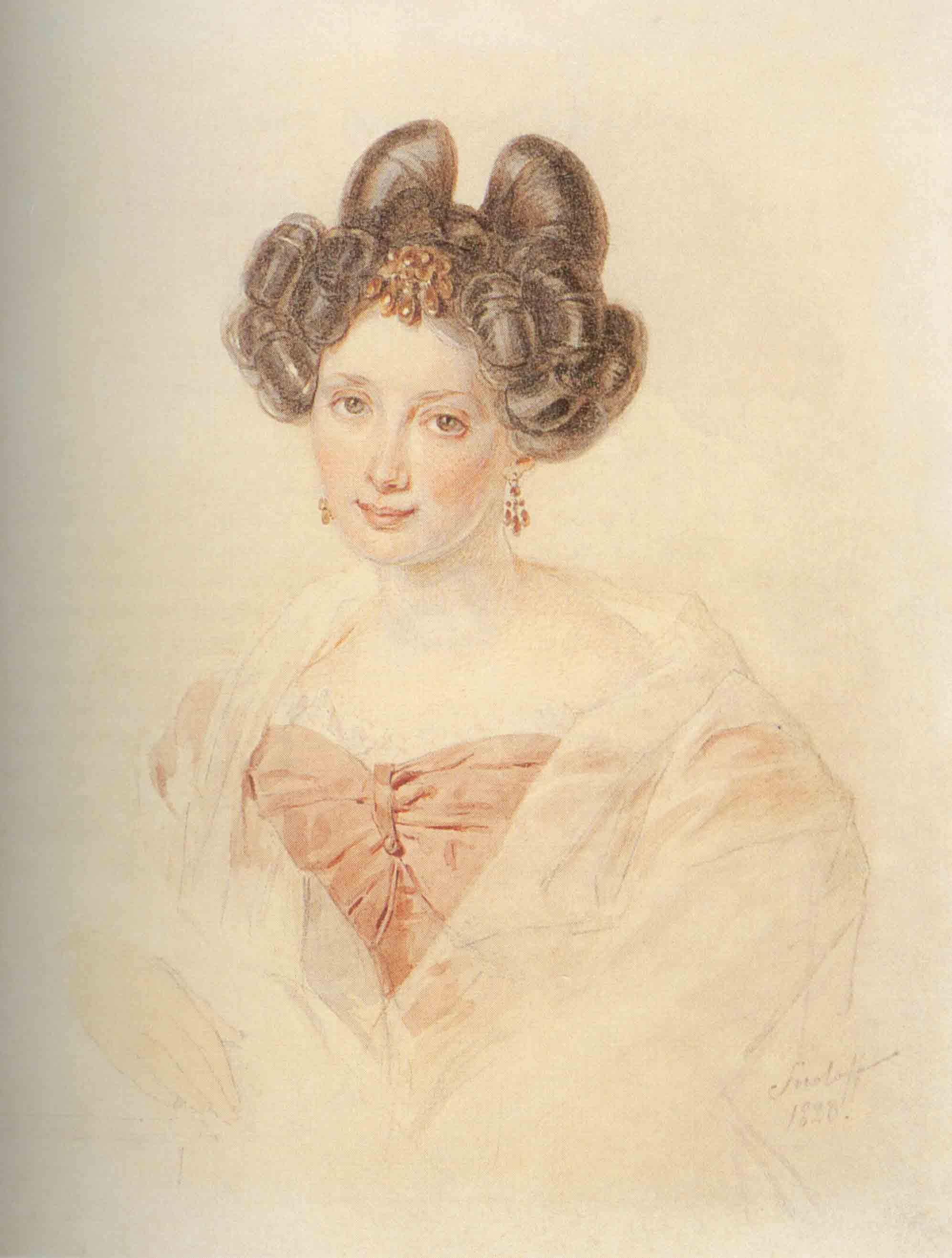
Portrait of Bakunina Ekaterina Pavlovna (1828)